# 南堀越
南堀越（みなみほりこし）は、愛知県名古屋市西区の地名。現行行政地名は南堀越一丁目及び南堀越二丁目。住居表示実施。

## 地理
名古屋市西区西部に位置する。南は枇杷島五丁目、北は堀越一丁目に接する。

## 歴史

### 町名の由来
『尾張国地名考』によれば、かつて庄内川の西側にあり、上小田井と接していたものが、川を越して移転したことから堀越と称したとされる。

### 沿革
- 1932年（昭和7年） - 同年8月、西春日井郡庄内町大字堀越字舟人夫に庄内塵芥焼却所が竣工[4]。同年9月操業開始[4]。
- 1965年（昭和40年）8月 - 庄内焼却所については、周辺の宅地化および山田焼却所の竣工に伴い焼却中止[5]。
- 1984年（昭和59年）8月12日 - 西区南堀越一丁目が同区東岸町・琵琶里町・堀越町の各一部、南堀越二丁目が琵琶里町・堀越町の各一部によりそれぞれ成立する[1]。

## 世帯数と人口
2019年（平成31年）2月1日現在の世帯数と人口は以下の通りである。
| 丁目         | 世帯数  | 人口    |
| ------------ | ------- | ------- |
| 南堀越一丁目 | 559世帯 | 1,210人 |
| 南堀越二丁目 | 103世帯 | 244人   |
| 計           | 662世帯 | 1,454人 |

### 人口の変遷
国勢調査による人口の推移
| 1995年（平成7年）  | 1,236人 | [ WEB 6 ]  |  |
| 2000年（平成12年） | 1,067人 | [ WEB 7 ]  |  |
| 2005年（平成17年） | 1,413人 | [ WEB 8 ]  |  |
| 2010年（平成22年） | 1,410人 | [ WEB 9 ]  |  |
| 2015年（平成27年） | 1,447人 | [ WEB 10 ] |  |

## 学区
市立小・中学校に通う場合、学校等は以下の通りとなる。また、公立高等学校に通う場合の学区は以下の通りとなる。なお、小・中学校は学校選択制度を導入しておらず、番毎で各学校に指定されている。
| 丁目         | 小学校                                      | 中学校                                      | 高等学校 |
| ------------ | ------------------------------------------- | ------------------------------------------- | -------- |
| 南堀越一丁目 | 名古屋市立枇杷島小学校 名古屋市立庄内小学校 | 名古屋市立天神山中学校 名古屋市立名塚中学校 | 尾張学区 |
| 南堀越二丁目 | 名古屋市立枇杷島小学校                      | 名古屋市立天神山中学校                      | 尾張学区 |

## 交通
- 国道22号（名岐バイパス）[2]

## 施設
- 名古屋市西環境事業所[2]
- 庄内自動車事務所[2]

1966年（昭和41年）4月1日設置。1980年（昭和55年）4月21日廃止。
- 名古屋市上下水道局城北ポンプ所[2]

## その他

### 日本郵便
- 郵便番号 : 451-0054[WEB 3]（集配局：名古屋西郵便局[WEB 13]）。

### WEB
1. ↑  “愛知県名古屋市西区の町丁・字一覧”.   人口統計ラボ. 2017年4月8日閲覧。
2. 1 2  “町・丁目(大字)別、年齢(10歳階級)別公簿人口(全市・区別)”.   名古屋市 (2019年2月20日). 2019年3月10日閲覧。
3. 1 2  “郵便番号”.  日本郵便. 2019年3月10日閲覧。
4. ↑  “市外局番の一覧”.   総務省. 2019年1月6日閲覧。
5. ↑  名古屋市役所市民経済局地域振興部住民課町名表示係 (2015年10月21日). “西区の町名一覧”.   名古屋市. 2017年8月7日閲覧。
6. ↑  総務省統計局 (2014年3月28日). “平成7年国勢調査の調査結果(e-Stat) - 男女別人口及び世帯数 －町丁・字等” (CSV). 2019年4月27日閲覧。
7. ↑  総務省統計局 (2014年5月30日). “平成12年国勢調査の調査結果(e-Stat) - 男女別人口及び世帯数 －町丁・字等” (CSV). 2019年4月27日閲覧。
8. ↑  総務省統計局 (2014年6月27日). “平成17年国勢調査の調査結果(e-Stat) - 男女別人口及び世帯数 －町丁・字等” (CSV). 2019年4月27日閲覧。
9. ↑  総務省統計局 (2012年1月20日). “平成22年国勢調査の調査結果(e-Stat) - 男女別人口及び世帯数 －町丁・字等” (CSV). 2019年4月27日閲覧。
10. ↑  総務省統計局 (2017年1月27日). “平成27年国勢調査の調査結果(e-Stat) - 男女別人口及び世帯数 －町丁・字等” (CSV). 2019年4月27日閲覧。
11. ↑  “市立小・中学校の通学区域一覧”.   名古屋市 (2018年11月10日). 2019年1月14日閲覧。
12. ↑  “平成29年度以降の愛知県公立高等学校（全日制課程）入学者選抜における通学区域並びに群及びグループ分け案について”.   愛知県教育委員会 (2015年2月16日). 2019年1月14日閲覧。
13. ↑  郵便番号簿 平成29年度版 - 日本郵便. 2019年03月10日閲覧 (PDF)

### 書籍
1. 1 2  名古屋市計画局 1992, p. 763.
2. 1 2 3 4 5 6  「角川日本地名大辞典」編纂委員会 1989, p. 1510.
3. ↑  名古屋市計画局 1992, p. 239.
4. 1 2  なごやの清掃事業編集委員会 1982, p. 81.
5. ↑  なごやの清掃事業編集委員会 1982, pp. 211–213.
6. ↑  なごやの清掃事業編集委員会 1982, p. 290.
7. ↑  なごやの清掃事業編集委員会 1982, p. 292.